# Arpeggiator

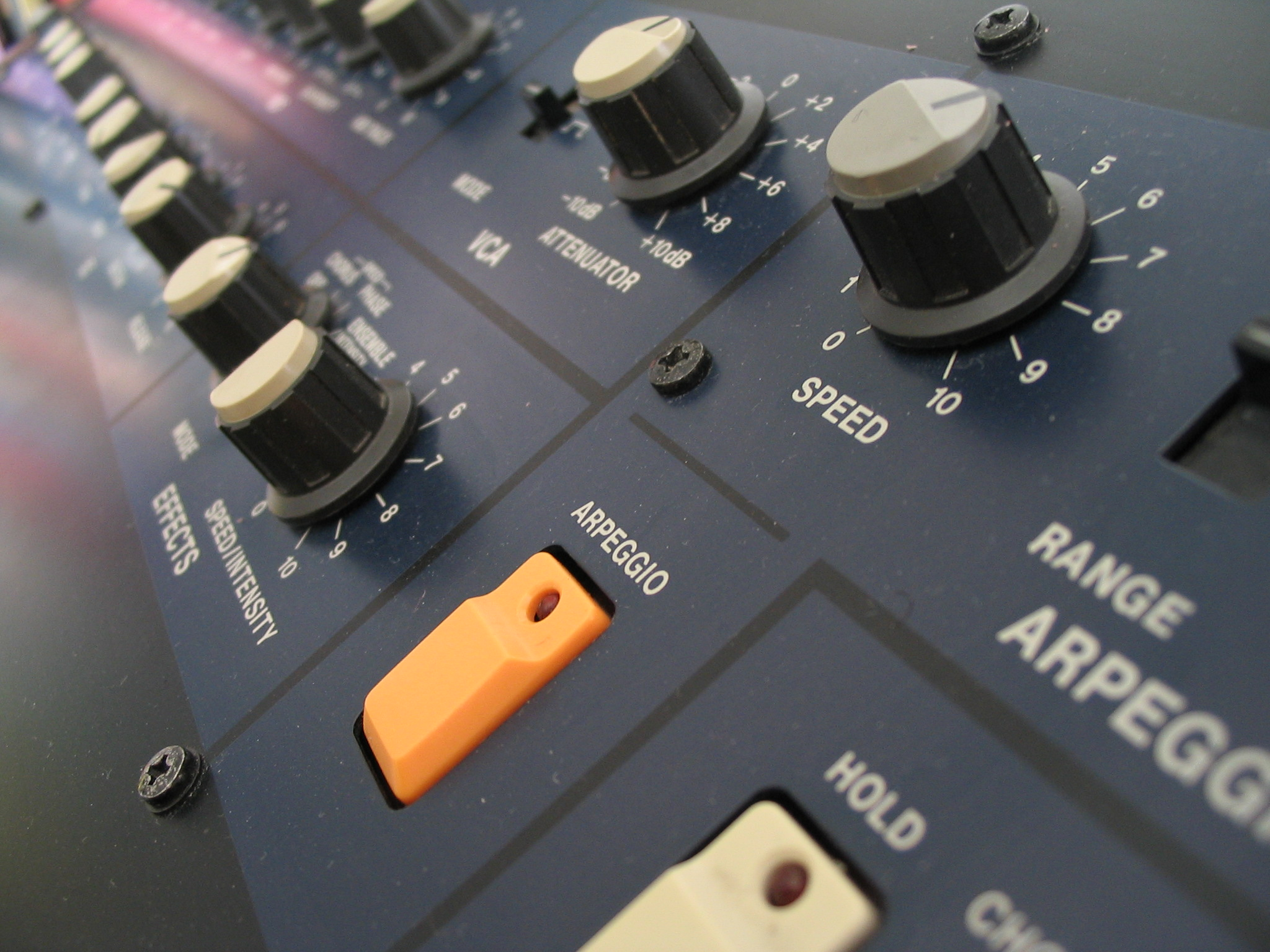
Korg PolySix arpeggiator

Arpeggiator – najczęściej występujący jako wewnętrzny moduł syntezatora sprzętowego lub programowego, umożliwiający uzyskanie arpeggia wedle zadanych parametrów.
Arpeggiatory wyewoluowały z analogowych sekwencerów powstałych w latach 60. i 70. XX wieku. Sterowanie arpeggiatorem, oprócz zewnętrznych kontrolerów syntezatora, możliwe jest także za pomocą komunikatów MIDI.

## Przykłady instrumentów wyposażonych w arpeggiator
- Korg PolySix
- Korg Poly-61
- Roland SH-101
- Roland Juno-6
- Roland Juno-G
- Roland SH-201
- Yamaha AN1x
- Yamaha PSR-E413
- Yamaha PSR-E433
- Yamaha Piaggero NP-V80